# Moskvitch 412
El Moskvitch 412 -posteriormente llamado 2140 o 1500 SL para versiones de exportación- es un automóvil fabricado por la compañía soviética Moskvitch, que fue fabricado por IZh como el Izh 412 en Izhevsk. Fue introducido por primera vez en 1967.
El motor de 1500 cc era de tipo L4, tomado de BMW con partes de aluminio, algunas de las piezas del motor eran reemplazables para ser fácilmente reparado en vez de tener que cambiar el motor entero. El mismo motor fue usado para los vehículos Moskvitch hasta los 90's, existiendo variantes de 1700, 1800 y 2000 cc.
En 1969, los Moskvitch 412 y 408 recibieron modificaciones en la parte de enfrente de la carrocería, el uso de faros delanteros cuadrados y luces traseras verticales fueron dos de sus más notables cambios, el 412 fue famoso por su gran velocidad, las aletas traseras y las calaveras triangulares. El 408 y el 412 (así como algunos modelos con versión de pickup del 412) son probablemente los únicos ejemplos de coches con luces direccionales traseras triangulares. Sin embargo, para los 70's y 80's fueron considerados ya como de apariencia vieja, ya que su diseño coincidía con el de los automóviles de occidente de los 60's.
En 1975, tuvieron de nuevo otras modificaciones con lo que el Moskvitch 412 evolucionó en el Moskvitch 2140 y el 408 se convirtió en el Moskvitch 2138. El logotipo de Moskvitch fue reemplazado por el de AZLK, algunos componentes de cromo de la parrilla fueron cambiados a negro y los espejos retrovisores se modificaron.
| \| \| \| \| \| Ejemplos de los cambios entre el 412 y el 2140 (cambio de logotipo, faros cuadrados y cromo cambiado por negro) \| \| \| |  |  |
| |  |  |
| Ejemplos de los cambios entre el 412 y el 2140 (cambio de logotipo, faros cuadrados y cromo cambiado por negro)                         |  |  |

La producción de estos vehículos terminó en 1986 para Moskvitch, pero IZhMASh continuó la producción de estos modelos hasta los 90's.

## 412 comparado con 408

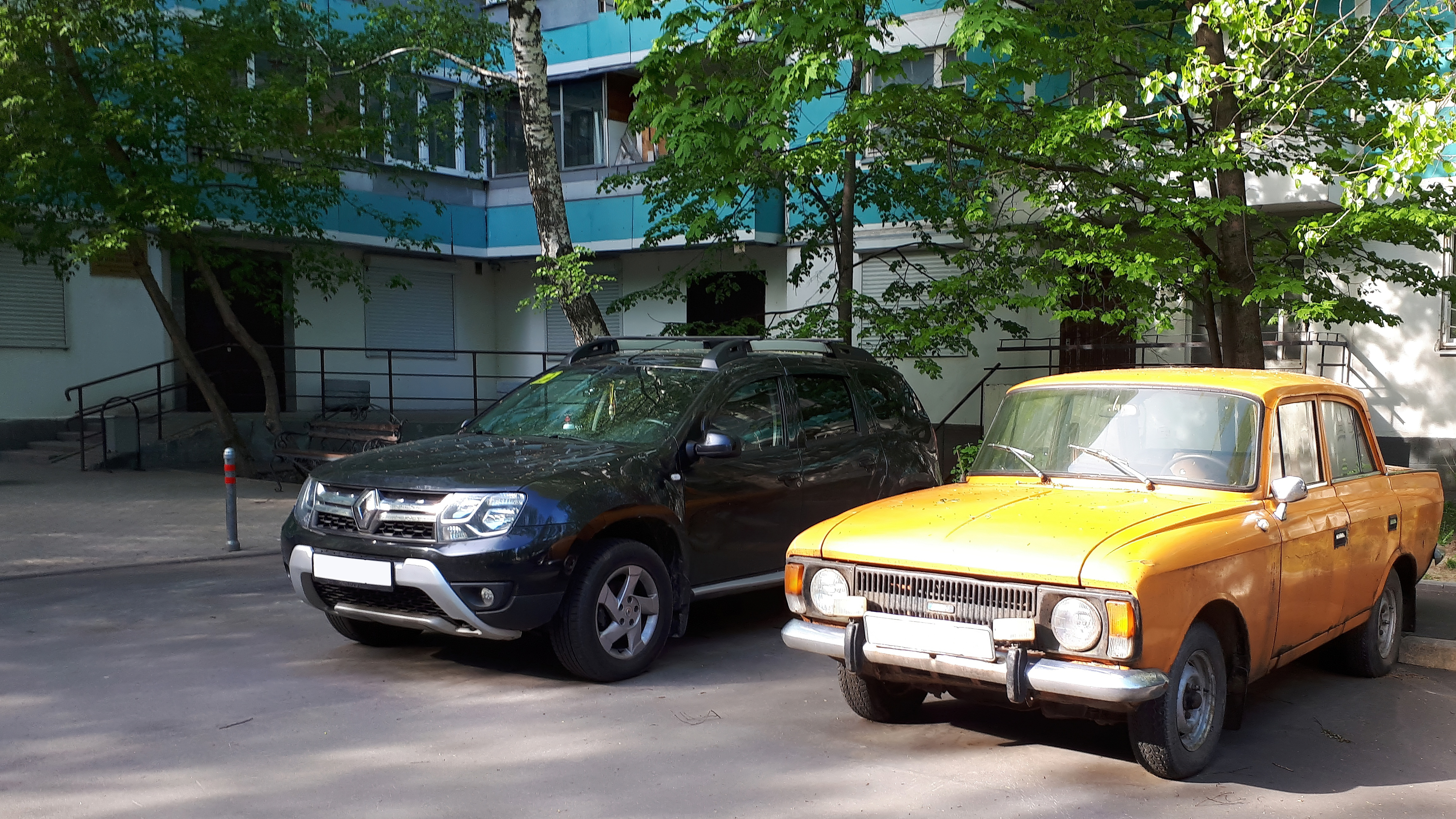
IZh-412-028

El Moskvitch 412 original de 1967 tenía un chasis idéntico al del Moskvitch 408 (el cual fue creado 3 años antes en 1964), las únicas diferencias entre las primeras versiones de estos coches eran el motor y el interior; esto llegaba a ser algo confuso, ya que no había diferencias externas entre estos dos coches.
Aquí están las principales diferencias entre el Moskvitch 412 y el Moskvitch 408:
|            | Moskvitch 412                    | Moskvitch 408                    |
| ---------- | -------------------------------- | -------------------------------- |
| Producción | 1967-1976                        | 1964-1976                        |
| Motor      | 412 - 1500 cc                    | 408 - 1358 cc                    |
| Chasis     | 408 (1967-1969); 412 (1969-1976) | 408 (1964-1969); 412 (1969-1970) |
| Sucesor    | Moskvitch 2140                   | Moskvitch 2138                   |

Diferencias en el chasis:
|            | 412 | 408 |
| ---------- | --- | --- |
| Producción | 1969-1976 | 1964-1969 |
| Rasgos     | Faros frontales cuadrados, luces traseras horizontales, direccionales traseras triangulares, asientos frontales separados, palanca de velocidades montada en el suelo (excepto por el 408 que tuvo una palanca montada en columna hasta 1973). | 2 o 4 faros circulares delanteros, luces traseras verticales, un asiento frontal largo tipo banca, palanca de velocidades montada en columna (en el 408 hasta 1973, en el 412 hasta 1968). |

## Comparación del motor deMoskvitchyBMW
| Motor           | Primer año de producción | Volumen (cc) | Potencia (HP) | Torque (N*m)        | Material del bloque                             | Culata   | Tipo                                                | Carburador            |
| --------------- | ------------------------ | ------------ | ------------- | ------------------- | ----------------------------------------------- | -------- | --------------------------------------------------- | --------------------- |
| BMW M115 (1500) | 1961                     | 1499         | 75 a 5500 rpm | 118 a 3000 rpm      | Hierro                                          | Aluminio | SOHC, impulsado por cadena, válvulas con forma de V | Solex 34 PICB - 2bbl  |
| UZAM-412 (1500) | 1967                     | 1480         | 75 a 5800 rpm | 108 a 3400-3800 rpm | Aluminio con lineadores reemplazables de hierro | Aluminio | SOHC, impulsado por cadena, válvulas con forma de V | LenKarz K-126N - 2bbl |

## Éxito en competición
En 1972, Tony Lanfranchi ganó el campeonato británico de sedanes con un 412 dominando a los de su clase. Lanfranchi se dio cuanta de que un vehículo que esencialmente tenía un motor de BMW pero con solo una fracción de su precio, era una gran ventaja. Ganó 28 de 29 carreras de esa clase en ese mismo año.
- Datos: Q610257
- Multimedia: Moskvich 408/412 / Q610257